# ピロリ (アルバム)
『ピロリ』は1995年4月21日にSony Recordsから発売された爆風スランプ11枚目のオリジナル・アルバム。

## 収録曲
全曲編曲：井上鑑/爆風スランプ　作詞：サンプラザ中野（特記以外）
1. 神話（Remix Version）
作曲：ファンキー末吉/斉藤かんじ/井上鑑
（映画『ガメラ 大怪獣空中決戦』主題歌）
2. ヘリコバクター・ピロリ
作曲：パッパラー河合
3. 短い恋
作曲：パッパラー河合
4. 屋上
作曲：サンプラザ中野
5. こまっちゃう
作曲：パッパラー河合/豊岡正志
6. 君が壊れた
作曲：サンプラザ中野
7. 人間はなぜ
作詞：サンプラザ中野/パッパラー河合
作曲・ヴォーカル：パッパラー河合
8. Hey! Hey! トーキョー（Remix Version）
作曲：ファンキー末吉
「神話」のc/w曲
9. やすい女
作曲：パッパラー河合
10. アケビ～丘の上の天使～
作曲：パッパラー河合